# Tattoo You
Tattoo You is een album van de Engelse rockband The Rolling Stones, uitgegeven in 1981. Het bevat de hits "Start Me Up" en "Waiting on a Friend". Een aantal nummers van het album werden opgenomen tijdens de Goats Head Soup-sessies en andere tijden. Daardoor is de opnamedatum van het album erg lang en bestaat het vooral uit nummers die de Rolling Stones nog over hadden. Toch is Tattoo You een van hun succesvolste langspeelplaten.
"Tops" en "Waiting on a Friend" werden opgenomen tijdens de Goats Head Soup-sessies. "Start Me Up", "Slave" en "Worried About You" werden opgenomen tijdens de Black and Blue-sessies. "Start Me Up" was oorspronkelijk een reggaenummer, maar werd niet uitgegeven omdat gitarist Keith Richards bang was dat hij het riffje van het nummer ergens anders had gehoord. Later werd dit wel een van de vaste openingsnummers bij concerten van de band. "Hang Fire", "Little T&A", "Black Limousine" en "No Use in Crying" werden opgenomen tijdens de Emotional Rescue-sessies. "Neighbours" en "Heaven" waren de enige nummers die werden opgenomen tijdens de Tattoo You-sessies, maar op "Heaven" spelen alleen drummer Charlie Watts, bassist Bill Wyman en zanger Mick Jagger.
In 1994 werd Tattoo You geremasterd en herdrukt door Virgin Records.
In 2021 is een luxe-editie uitgebracht om het veertigjarig jubileum luister bij te zetten.

## Nummers
- Alle nummers zijn geschreven door Mick Jagger en Keith Richards, tenzij anders is aangegeven.

1. Start Me Up – 3:32
2. Hang Fire – 2:21
3. Slave - 6:33
4. Little T&A – 3:23
5. Black Limousine – 3:31 (Mick Jagger/Keith Richards/Ron Wood)
6. Neighbours – 3:31
7. Worried About You – 5:17
8. Tops – 3:45
9. Heaven – 4:22
10. No Use in Crying – 3:25 (Mick Jagger/Keith Richards/Ron Wood)
11. Waiting on a Friend – 4:34

## Bezetting
- Mick Jagger – leadzang, achtergrondzang, elektrische gitaar, mondharmonica
- Keith Richards – elektrische gitaar, achtergrondzang, zang, bas
- Charlie Watts – drums
- Ronnie Wood – elektrische gitaar, achtergrondzang
- Bill Wyman – basgitaar, elektrische gitaar, synthesizer
- Mick Taylor – elektrische gitaar
- Nicky Hopkins – piano, orgel
- Wayne Perkins – elektrische gitaar
- Billy Preston – piano, orgel
- Sonny Rollins – saxofoon
- Ian Stewart – piano
- Pete Townshend – achtergrondzang
- Ollie Brown - percussie
- Chris Kimsey - piano

## Hitlijsten

### Album
| jaar | Hitlijst                      | Notering |
| ---- | ----------------------------- | -------- |
| 1981 | Nederlandse Album Top 100     | 1        |
| 1981 | Official Albums Chart Top 100 | 2        |
| 1981 | Billboard 200                 | 1        |

### Singles
| Jaar | Single              | Hitlijst               | Notering |
| ---- | ------------------- | ---------------------- | -------- |
| 1981 | Start Me Up         | The Billboard Hot 100  | 2        |
| 1981 | Start Me Up         | Mainstream Rock Tracks | 1        |
| 1981 | Start Me Up         | UK Top 75 Singles      | 7        |
| 1981 | Start Me Up         | Club Play Singles      | 14       |
| 1981 | Little T&A          | Mainstream Rock Tracks | 5        |
| 1981 | Hang Fire           | Mainstream Rock Tracks | 2        |
| 1981 | Waiting on a Friend | Mainstream Rock Tracks | 8        |
| 1981 | Waiting on a Friend | UK Top 75 Singles      | 50       |
| 1982 | Waiting on a Friend | The Billboard Hot 100  | 13       |
| 1982 | Hang Fire           | The Billboard Hot 100  | 20       |